# Famasloop
Famasloop es una banda de música electrónica originada en Caracas, Venezuela y actualmente radicada en México, integrada por Alain Gómez, Luis Daniel González, Ricardo Martínez, Rafael Urbina y Vanesa Gouveia. La banda ha denominado su sonido como "cucú pop".

## Historia
La banda lanzó su trilogía de álbumes con 3 casas (2006), Casa 4 (2009) y La quema (2012).
En 2021, su canción "Balcón" (con Luis Jiménez) apareció como tema principal de la telenovela de Telemundo, Buscando a Frida.
En 2022 publicaron su cuarto álbum Lo más seguro es que quién sabe.

## Discografía
- Tres casas (2006)

- Casa 4 (2009)

- La quema (2012)

- Lo más seguro es que quién sabe (2022)